# داء المتلفة الخيلي

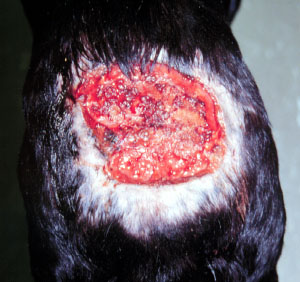
آفة الجلد التقرحية والمدمرة للكلاب الناجم عن P. insidiosum

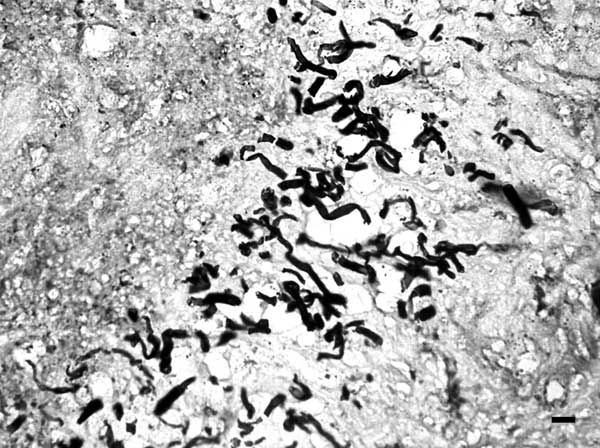
خيوط Pythium

داء المتلفة الخيلي (بالإنكليزية: Pythiosis) هو مرض نادر وقاتل ناجم عن طلائعيات بيضية . لم يتم اكتشافه حتى عام 1987. يحدث بشكل شائع في الخيول والكلاب والبشر، مع حالات في الثدييات الكبيرة الأخرى.  ينتقل المرض بعد التعرض لمياه عذبة راكدة مثل المستنقعات والبرك والبحيرات وحقول الأرز.

## علم الأوبئة
يحدث داء المتلفة الخيلي في المناطق ذات الشتاء المعتدل لأنه يعيش في الماء الراكد الذي لا يصل إلى درجات حرارة متجمدة.  في الولايات المتحدة، توجد بشكل شائع في الولايات الخليجية الجنوبية، وخاصة لويزيانا وفلوريدا وتكساس ، ولكن تم الإبلاغ عنها أيضًا في مناطق بعيدة مثل كاليفورنيا وويسكونسن .  يوجد أيضًا في جنوب شرق آسيا وشرق أستراليا ونيوزيلندا وأمريكا الجنوبية .

## الفيزيولوجيا المرضية
يشتبه في أن داء المتلفة الخيلي ناتج عن غزو للجروح، إما في الجلد أو في الجهاز الهضمي.  ينمو المرض ببطء في المعدة والأمعاء الدقيقة ، مما يؤدي في النهاية إلى ظهور كتل كبيرة من الانسجة الحبيبية . يمكن أن تغزو أيضًا الغدد الليمفاوية المحيطة.

## في الحيوانات المختلفة
يتم سرد الأنواع في تناقص وتيرة الإصابة.

### خيل
في الخيول، يعد النوع الذي تحت الجلد هو الشكل الأكثر شيوعًا وتحدث العدوى من خلال الجرح أثناء الوقوف في الماء الذي يحتوي على العامل الممرض.  يُعرف المرض أيضًا باسم العلق وسرطان المستنقعات والبورساتي . توجد الآفات بشكل شائع في الأطراف السفلية والبطن والصدر والأعضاء التناسلية . وهي حبيبية وتسبب حكة، وقد تتقرح أو تتلف . غالبًا ما تحتوي الآفات على كتل صفراء صلبة من الأنسجة الميتة المعروفة باسم "kunkers".  يمكن للعدوى المزمنة أن تنشر المرض إلى العظام الكامنة. 

### الكلاب
يعد تحور الجلد في الكلاب نادرًا، ويظهر على شكل كتل متقرحة . يمكن أن تحدث العدوى الأولية أيضًا في العظام والرئتين. الكلاب ذات الشكل المعدي المعوي من pythiosis لها سماكة شديدة في جزء واحد أو أكثر من الجهاز الهضمي التي قد تشمل المعدة أو الأمعاء الدقيقة أو القولون أو المستقيم أو في حالات نادرة، حتى المريء. ينتج عن المرض لدى الكلاب فقدان الشهية والقيء والإسهال (أحيانًا دموي) وتوتر في البطن. قد يكون فقدان الوزن واسع النطاق واضحًا. 

### البشر
في البشر، يمكن أن يسبب التهاب الشرايين والتهاب القرنية والتهاب السليلة .  كان يعتقد في السابق أن هذا مرض نادر حيث تم الإبلاغ عن 28 حالة فقط حتى عام 1996.  ومع ذلك، قد يكون التهاب القرنية الناجم عن Pythium أكثر شيوعًا مما كان يعتقد سابقًا، وهو ما يمثل نسبة من الحالات التي كانت بسبب مسببات أمراض غير معروفة.  على الرغم من أن هذا المرض تم الإبلاغ عنه لأول مرة في عام 1884  فإن الأنواع التي تصيب البشر - Pythium insidiosum - تم التعرف عليها رسميًا فقط في عام 1987.  قد يكون التشخيص صعبًا جزئيًا بسبب نقص الوعي بالمرض.  لا يبدو أنه يمكن أن ينتقل من حيوان إلى حيوان أو حيوان إلى إنسان. يبدو أن هناك ثلاثة أنواع من هذا الكائن الحي: واحد في الأمريكتين، والثاني من آسيا وأستراليا، والثالث مع عزلات من تايلاند والولايات المتحدة الأمريكية.  يبدو أن الأصل الأكثر احتمالا لهذا الكائن الحي في آسيا.
تم الإبلاغ عن معظم الحالات البشرية في تايلاند، على الرغم من أن الحالات تم الإبلاغ عنها في مكان آخر. في البشر، الأشكال الأربعة للمرض هي: تحت الجلد، العين، والأوعية الدموية.  الشكل العيني للمرض هو الشكل الوحيد المعروف الذي يصيب البشر الأصحاء، وقد ارتبط باستخدام العدسات اللاصقة أثناء السباحة في المياه المصابة. هو أندر شكل وفي معظم الحالات تتطلب استئصال العين .  تتطلب الأشكال الأخرى من المرض حالة طبية موجودة مسبقًا، ترتبط عادةً باعتلال الهيموغلوبين التلاسيمي . تشمل العلاجات الاستئصال الجراحي للأنسجة المصابة، مع اقتراح البتر إذا كانت العدوى تقتصر على أحد الأطراف البعيدة تليها العلاج المناعي والعلاج الكيميائي. تسرد مراجعة نُشرت مؤخرًا تسع حالات مع خمسة ناجين يتلقون جراحة وكلهم باستثناء حالة واحدة تتطلب البتر. تسرد المراجعة نفسها تسع حالات من انتفاخ الحويصلات العينية مع خمسة مرضى يحتاجون إلى استئصال العين المصابة وأربعة مرضى يحتاجون إلى زرع القرنية .

### القطط والحيوانات الأخرى
في القطط، يقتصر داء المتلفة الخيلي دائمًا على الجلد كآفات لا أصل لها . عادة ما توجد على الأطراف والعجان وعند قاعدة الذيل.  قد تتطور الآفات أيضًا في البلعوم الأنفي .  تعتبر الأرانب عرضة للإصابة وتستخدم في الدراسات الحية للمرض. الحيوانات الأخرى التي تم الإبلاغ عن إصابتها هي الدببة والجاكوار والجمال والطيور، على الرغم من أنها لم تكن سوى حالات فردية.  

## التشخيص والعلاج
يشتبه في أن ال Pythiosis لا يتم تشخيصه بشكل كبير بسبب عدم الإلمام بالمرض، والتقدم السريع والمراضة، وصعوبة إجراء التشخيص. غالبًا ما تظهر الأعراض بمجرد تقدم المرض إلى النقطة التي يكون فيها العلاج أقل فعالية. نظرًا لأن الكائن الحي ليس بكتيريا أو فيروسًا أو فطريات، غالبًا ما تفشل الاختبارات الروتينية في تشخيصه . بالإضافة إلى ذلك، تكون الأعراض عادة غير محددة ولا يتم تضمين المرض عادة في التشخيص التفريقي.
من المعروف أن خزعات الأنسجة المصابة يصعب استزراعها، ولكنها يمكن أن تساعد في تضييق التشخيص إلى العديد من الكائنات الحية المختلفة. تم تأكيد التشخيص المحدد باستخدام اختبار ELISA لمصل الأجسام المضادة لداء البيثوسيس، أو عن طريق اختبار PCR للأنسجة أو الخلايا المصابة.
نظرًا للفعالية الضعيفة للعلاجات الفردية، غالبًا ما يتم علاج التهابات البيثوسيس باستخدام مجموعة متنوعة من العلاجات المختلفة، وكلها بنجاحات متفاوتة. تشمل معظم العلاجات الناجحة، الجراحة والعلاج المناعي والعلاج الكيميائي. 
الاستئصال الجراحي هو العلاج المفضل للداء .  لأنه يوفر أفضل فرصة للشفاء، يجب متابعة الاستئصال الكامل للأنسجة المصابة كلما أمكن ذلك. عندما تقتصر الآفات الجلدية على أقصى طرف واحد، غالبًا ما يوصى ببتر الأطراف. في الحيوانات المصابة بالتهاب المعدة المعوي، يجب استئصال الآفات بهامش 5 سم كلما أمكن ذلك. لسوء الحظ، لا يضمن الاستئصال الجراحي للأنسجة وبتر الأطراف النجاح الكامل ويمكن أن تظهر الآفات مرة أخرى. لذلك، غالبًا ما تتبع الجراحة علاجات أخرى. 
تم استخدام منتج العلاج المناعي المشتق من مستضدات P. insidiosum بنجاح لعلاج التحمل. 
تشير تقارير الحالات إلى استخدام علاجات العلاج الكيميائي التالية بنجاحات متفاوتة: يوديد البوتاسيوم ،  أمفوتيريسين ب ، تيربينافين ،  إيتراكونازول ،  فلوكونازول ، كيتوكونازول ، ناتاميسين ، بوساكونازول ، فوريكونازول ، بريدنيزون ،  فلوسيتوزين ، ونيستاتين ليبوسومال.